# Діалекти уйгурської мови
Уйгурська мова характеризується різноманіттям діалектів та говорів. Усі вони, незважаючи на певні розбіжності між собою, насамперед у вимові, взаємозрозумілі.
Є різні класифікації діалектів уйгурської мови. Але майже всі вони зводяться до існування в уйгурській мові трьох основних груп говорів, або діалектів — центрального, південного (хотанського) та східного (лобнорського). Свої класифікації запропонували лінгвісти Е. Р. Тенішев, Р. Ф. Ган та М.Османов.
Поширення набула класифікація Е. Р. Тенішева:
| Центральний діалект | Турфанський говір (Турфан)   |
| Центральний діалект | Кучарський говір (Куча)      |
| Центральний діалект | Аксуйський говір (Аксу)      |
| Центральний діалект | Кашгарський говір (Кашгар)   |
| Центральний діалект | Яркендський говір (Яркенд)   |
| Південний діалект   | Хотанський діалект (Хотан)   |
| Східний діалект     | Лобнорський діалект (Лобнор) |

Р. Ф. Ган центральний діалект поділив далі на північну та південну гілки, і включив до першої таранчинський (таранчі), ілійський (Ілійський край) та хамійський (Хамі) говори, а до південної  — тарімський (Тарім), доланський (долани), артушський (Атуш) і могульський говори (могули), при цьому зберігши класифікацію Е. Р. Тенішева. Він також зарахував до південної гілки центрального діалекту черченський (Черчен) і чарклицький (Чарклик) говори.
Надалі було сформовано точнішу класифікацію діалектів та говорів уйгурської мови.
| Центральний діалект            | Північна гілка               | Урумчинський говір (Урумчі)      |
| Центральний діалект            | Північна гілка               | Ілійський говір (Ілійський край) |
| Центральний діалект            | Північна гілка               | Таранчинський говір (таранчі)    |
| Центральний діалект            | Північна гілка               | Турфанський говір (Турфан)       |
| Центральний діалект            | Північна гілка               | Кумульський говір (Кумул)        |
| Центральний діалект            | Південна гілка               | Кашгарський говір (Кашгар)       |
| Центральний діалект            | Південна гілка               | Доланський говір (долани)        |
| Центральний діалект            | Південна гілка               | Атушський говір (Атуш)           |
| Центральний діалект            | Південна гілка               | Тарімський говір (Тарім)         |
| Центральний діалект            | Південна гілка               | Могульский говір (могули)        |
| Центральний діалект            | Південна гілка               | Кучарський говір (Куча)          |
| Центральний діалект            | Яркендський говір (Яркенд)   |                                  |
| Центральний діалект            | Аксуйський говір (Аксу)      |                                  |
| Південний (хотанський) діалект | Гілка № 1                    | Гумський говір (Гума)            |
| Південний (хотанський) діалект | Гілка № 2                    | Ечинський говір (Ечі)            |
| Південний (хотанський) діалект | Гілка № 2                    | Каракашський говір (Каракаш)     |
| Південний (хотанський) діалект | Гілка № 3                    | Керійський говір (Керія)         |
| Південний (хотанський) діалект | Гілка № 3                    | Чірський говір (Чіра)            |
| Південний (хотанський) діалект | Гілка № 3                    | Нійський говір (Нія)             |
| Південний (хотанський) діалект | Гілка № 3                    | Черченський говір (Черчен)       |
| Південний (хотанський) діалект | Хотанський говір (Хотан)     |                                  |
| Східний діалект                | Лобнорський діалект (Лобнор) | Лобнорський діалект (Лобнор)     |

Класифікація діалектів та говорів уйгурської мови Е. Р. Тенішева заснована на чотирьох ознаках: якість фонеми / я /, метафонія, приголосна асиміляція і сполучення дієслів у майбутньому часі.
В основу сучасної літературної уйгурської мови покладено центральний діалект, що охоплює три домінуючі говори: турфанський, ілійський та кашгарський, а також багато говорів місцевого значення: урумчинський, кумульський, карашарський, кучарський, корлинський, аксуйський, яркендський, атушський. Центральним наріччям розмовляє приблизно 90% уйгуромовного населення, у той час двома іншими діалектами користується відносно невелика частина уйгурів.
Норма вимови у літературній мові закріплена за говором ілійських (кульджинських) уйгурів, а літературний стандарт базується переважно на дуже близькому говорі Урумчі.

## Стандартні варіанти
Існує два стандартні варіанти уйгурської мови:
- Сіньцзян-Уйгурський варіант (характерний для Сіньцзян-Уйгурського автономного району КНР);
- Середньоазійський варіант (розповсюджений переважно на території колишнього СРСР (Казахстан, Узбекистан, Киргизстан).

Перший стандартний варіант мови, що використовується у Сіньцзян-Уйгурському автономному районі, базується переважно на урумчинському говорі центрального діалекту. Тоді як, середньоазійський варіант заснований в основному на семиріченському говорі, що є похідний від ілійського говору центрального діалекту, а в меншій мірі — на ферганському говорі, дуже близькому до кашгарського говору того ж діалекту.
Відмінності між двома нормативними мовами лежать насамперед в орфографії. Стандартна сіньцзян-уйгурська мова для письма використовує арабський алфавіт (Uyghur Ereb Yéziqi), у той час як стандартна середньоазіатська — кириличну абетку (Uyghur Siril Yéziqi). Розбіжності у лексиці між обома стандартами обумовлені зовнішніми адстратними впливами китайської і російської мов на територіях відповідно Сіньцзян-Уйгурського автономного району і республік Середньої Азії (Казахстані, Киргизстані та Узбекистані).